# Frontera entre India y Nepal
La frontera entre India y Nepal es el lindero internacional de 1 690 kilómetros de longitud que separa los territorios de India y Nepal. La montaña Kanchenjunga, la tercera más alta del mundo, se encuentra en esta frontera.

## Disputas
Algunos ríos del Himalaya cruzan el límite de ambos estados, por lo que han surgido disputas fronterizas sobre la propiedad de los recursos hídricos. También se producen desacuerdos debido a varios terraplenes y embalses construidos por India en la frontera común. Según las autoridades nepalíes, este es el motivo de la inundación de pueblos de su lado de la frontera. Las negociaciones bilaterales sobre la división de los recursos hídricos se deberían celebrar cada seis meses, pero en realidad se celebran cada pocos años. Según los indios, esto se debe a la inestabilidad política en Nepal.